# Дагари (язык)
Дагари (дагара, дагааре, догаари, дагааба) — язык народа дагари. Распространён на юге Буркина-Фасо, севере Ганы, в Кот-д'Ивуаре.
Относится к западной подгруппе оти-вольтийской группы северной подветви центральной ветви языков гур нигеро-конголезской языковой семьи. На языке дагари говорит около 2-3 млн человек в Гане, Бурнина-Фасо и Кот-д'Ивуаре.
В Дагари выделяют три основных диалекта:
- Южный/центральный диалект, распространен в Гане[4]
- Северный, распространенный в основном в Буркина-Фасо[5]
- Дагари-Диола в Буркина-Фасо, испытавший влияние языков соответствующей группы[6]

## Письменность
Письменность для дагари Верхней Вольты была разработана французскими миссионерами в 1950-е годы. В 1970-е годы в независимой Верхней Вольте алфавит дагари был переработан и официально утверждён. В 1998 году этот алфавит был пересмотрен. В Гане алфавит для дагари был разработан в 1976 году и пересмотрен в 1982 году.
| Алфавит дагари (Гана, 1982) | Алфавит дагари (Гана, 1982) | Алфавит дагари (Гана, 1982) | Алфавит дагари (Гана, 1982) | Алфавит дагари (Гана, 1982) | Алфавит дагари (Гана, 1982) | Алфавит дагари (Гана, 1982) | Алфавит дагари (Гана, 1982) | Алфавит дагари (Гана, 1982) | Алфавит дагари (Гана, 1982) | Алфавит дагари (Гана, 1982) | Алфавит дагари (Гана, 1982) | Алфавит дагари (Гана, 1982) | Алфавит дагари (Гана, 1982) | Алфавит дагари (Гана, 1982) | Алфавит дагари (Гана, 1982) | Алфавит дагари (Гана, 1982) | Алфавит дагари (Гана, 1982) | Алфавит дагари (Гана, 1982) | Алфавит дагари (Гана, 1982) | Алфавит дагари (Гана, 1982) | Алфавит дагари (Гана, 1982) | Алфавит дагари (Гана, 1982) | Алфавит дагари (Гана, 1982) | Алфавит дагари (Гана, 1982) |
| --------------------------- | --------------------------- | --------------------------- | --------------------------- | --------------------------- | --------------------------- | --------------------------- | --------------------------- | --------------------------- | --------------------------- | --------------------------- | --------------------------- | --------------------------- | --------------------------- | --------------------------- | --------------------------- | --------------------------- | --------------------------- | --------------------------- | --------------------------- | --------------------------- | --------------------------- | --------------------------- | --------------------------- | --------------------------- |
| A                           | B                           | D                           | E                           | Ɛ                           | F                           | G                           | H                           | I                           | J                           | K                           | L                           | M                           | N                           | O                           | Ɔ                           | P                           | R                           | S                           | T                           | U                           | V                           | W                           | Y                           | Z                           |
| a                           | b                           | d                           | e                           | ɛ                           | f                           | g                           | h                           | i                           | j                           | k                           | l                           | m                           | n                           | o                           | ɔ                           | p                           | r                           | s                           | t                           | u                           | v                           | w                           | y                           | z                           |

| Алфавит дагари (Буркина-Фасо, 1975) | Алфавит дагари (Буркина-Фасо, 1975) | Алфавит дагари (Буркина-Фасо, 1975) | Алфавит дагари (Буркина-Фасо, 1975) | Алфавит дагари (Буркина-Фасо, 1975) | Алфавит дагари (Буркина-Фасо, 1975) | Алфавит дагари (Буркина-Фасо, 1975) | Алфавит дагари (Буркина-Фасо, 1975) | Алфавит дагари (Буркина-Фасо, 1975) | Алфавит дагари (Буркина-Фасо, 1975) | Алфавит дагари (Буркина-Фасо, 1975) | Алфавит дагари (Буркина-Фасо, 1975) | Алфавит дагари (Буркина-Фасо, 1975) | Алфавит дагари (Буркина-Фасо, 1975) | Алфавит дагари (Буркина-Фасо, 1975) | Алфавит дагари (Буркина-Фасо, 1975) | Алфавит дагари (Буркина-Фасо, 1975) | Алфавит дагари (Буркина-Фасо, 1975) | Алфавит дагари (Буркина-Фасо, 1975) | Алфавит дагари (Буркина-Фасо, 1975) | Алфавит дагари (Буркина-Фасо, 1975) | Алфавит дагари (Буркина-Фасо, 1975) | Алфавит дагари (Буркина-Фасо, 1975) | Алфавит дагари (Буркина-Фасо, 1975) | Алфавит дагари (Буркина-Фасо, 1975) | Алфавит дагари (Буркина-Фасо, 1975) | Алфавит дагари (Буркина-Фасо, 1975) | Алфавит дагари (Буркина-Фасо, 1975) | Алфавит дагари (Буркина-Фасо, 1975) | Алфавит дагари (Буркина-Фасо, 1975) | Алфавит дагари (Буркина-Фасо, 1975) | Алфавит дагари (Буркина-Фасо, 1975) | Алфавит дагари (Буркина-Фасо, 1975) | Алфавит дагари (Буркина-Фасо, 1975) | Алфавит дагари (Буркина-Фасо, 1975) | Алфавит дагари (Буркина-Фасо, 1975) | Алфавит дагари (Буркина-Фасо, 1975) | Алфавит дагари (Буркина-Фасо, 1975) | Алфавит дагари (Буркина-Фасо, 1975) | Алфавит дагари (Буркина-Фасо, 1975) |
| ----------------------------------- | ----------------------------------- | ----------------------------------- | ----------------------------------- | ----------------------------------- | ----------------------------------- | ----------------------------------- | ----------------------------------- | ----------------------------------- | ----------------------------------- | ----------------------------------- | ----------------------------------- | ----------------------------------- | ----------------------------------- | ----------------------------------- | ----------------------------------- | ----------------------------------- | ----------------------------------- | ----------------------------------- | ----------------------------------- | ----------------------------------- | ----------------------------------- | ----------------------------------- | ----------------------------------- | ----------------------------------- | ----------------------------------- | ----------------------------------- | ----------------------------------- | ----------------------------------- | ----------------------------------- | ----------------------------------- | ----------------------------------- | ----------------------------------- | ----------------------------------- | ----------------------------------- | ----------------------------------- | ----------------------------------- | ----------------------------------- | ----------------------------------- | ----------------------------------- |
| A                                   | B                                   | Ɓ                                   | C                                   | D                                   | E                                   | Ɛ                                   | F                                   | G                                   | Gb                                  | H                                   | Ɦ                                   | I                                   | Ɩ                                   | J                                   | K                                   | Kp                                  | L                                   | 'L                                  | M                                   | N                                   | Ñ                                   | Ŋ                                   | Ŋm                                  | O                                   | Ɔ                                   | P                                   | R                                   | ɾ                                   | S                                   | T                                   | U                                   | Ʋ                                   | V                                   | W                                   | 'W                                  | Y                                   | Ƴ                                   | Z                                   | '                                   |
| a                                   | b                                   | ɓ                                   | c                                   | d                                   | e                                   | ɛ                                   | f                                   | g                                   | gb                                  | h                                   | ɦ                                   | i                                   | ɩ                                   | j                                   | k                                   | Kp                                  | l                                   | 'l                                  | m                                   | n                                   | ñ                                   | ŋ                                   | ŋm                                  | o                                   | ɔ                                   | p                                   | r                                   | ɾ                                   | s                                   | t                                   | u                                   | ʋ                                   | v                                   | w                                   | 'w                                  | y                                   | ƴ                                   | z                                   |                                     |

| Алфавит дагари (Буркина-Фасо, современный) | Алфавит дагари (Буркина-Фасо, современный) | Алфавит дагари (Буркина-Фасо, современный) | Алфавит дагари (Буркина-Фасо, современный) | Алфавит дагари (Буркина-Фасо, современный) | Алфавит дагари (Буркина-Фасо, современный) | Алфавит дагари (Буркина-Фасо, современный) | Алфавит дагари (Буркина-Фасо, современный) | Алфавит дагари (Буркина-Фасо, современный) | Алфавит дагари (Буркина-Фасо, современный) | Алфавит дагари (Буркина-Фасо, современный) | Алфавит дагари (Буркина-Фасо, современный) | Алфавит дагари (Буркина-Фасо, современный) | Алфавит дагари (Буркина-Фасо, современный) | Алфавит дагари (Буркина-Фасо, современный) | Алфавит дагари (Буркина-Фасо, современный) | Алфавит дагари (Буркина-Фасо, современный) | Алфавит дагари (Буркина-Фасо, современный) | Алфавит дагари (Буркина-Фасо, современный) | Алфавит дагари (Буркина-Фасо, современный) | Алфавит дагари (Буркина-Фасо, современный) | Алфавит дагари (Буркина-Фасо, современный) | Алфавит дагари (Буркина-Фасо, современный) | Алфавит дагари (Буркина-Фасо, современный) | Алфавит дагари (Буркина-Фасо, современный) | Алфавит дагари (Буркина-Фасо, современный) | Алфавит дагари (Буркина-Фасо, современный) | Алфавит дагари (Буркина-Фасо, современный) | Алфавит дагари (Буркина-Фасо, современный) | Алфавит дагари (Буркина-Фасо, современный) | Алфавит дагари (Буркина-Фасо, современный) | Алфавит дагари (Буркина-Фасо, современный) | Алфавит дагари (Буркина-Фасо, современный) | Алфавит дагари (Буркина-Фасо, современный) | Алфавит дагари (Буркина-Фасо, современный) | Алфавит дагари (Буркина-Фасо, современный) | Алфавит дагари (Буркина-Фасо, современный) | Алфавит дагари (Буркина-Фасо, современный) | Алфавит дагари (Буркина-Фасо, современный) | Алфавит дагари (Буркина-Фасо, современный) | Алфавит дагари (Буркина-Фасо, современный) | Алфавит дагари (Буркина-Фасо, современный) | Алфавит дагари (Буркина-Фасо, современный) | Алфавит дагари (Буркина-Фасо, современный) | Алфавит дагари (Буркина-Фасо, современный) | Алфавит дагари (Буркина-Фасо, современный) | Алфавит дагари (Буркина-Фасо, современный) | Алфавит дагари (Буркина-Фасо, современный) |  |
| ------------------------------------------ | ------------------------------------------ | ------------------------------------------ | ------------------------------------------ | ------------------------------------------ | ------------------------------------------ | ------------------------------------------ | ------------------------------------------ | ------------------------------------------ | ------------------------------------------ | ------------------------------------------ | ------------------------------------------ | ------------------------------------------ | ------------------------------------------ | ------------------------------------------ | ------------------------------------------ | ------------------------------------------ | ------------------------------------------ | ------------------------------------------ | ------------------------------------------ | ------------------------------------------ | ------------------------------------------ | ------------------------------------------ | ------------------------------------------ | ------------------------------------------ | ------------------------------------------ | ------------------------------------------ | ------------------------------------------ | ------------------------------------------ | ------------------------------------------ | ------------------------------------------ | ------------------------------------------ | ------------------------------------------ | ------------------------------------------ | ------------------------------------------ | ------------------------------------------ | ------------------------------------------ | ------------------------------------------ | ------------------------------------------ | ------------------------------------------ | ------------------------------------------ | ------------------------------------------ | ------------------------------------------ | ------------------------------------------ | ------------------------------------------ | ------------------------------------------ | ------------------------------------------ | ------------------------------------------ |  |
| A                                          | Ã                                          | B                                          | Ɓ                                          | C                                          | D                                          | E                                          | Ẽ                                          | Ɛ                                          | Ɛ̃                                          | F                                          | G                                          | Gb                                         | H                                          | 'H                                         | I                                          | Ĩ                                          | Ɩ                                          | Ɩ̃                                          | J                                          | K                                          | Kp                                         | L                                          | 'L                                         | M                                          | N                                          | Ŋ                                          | Ŋm                                         | Ny                                         | O                                          | Õ                                          | Ɔ                                          | Ɔ̃                                          | P                                          | R                                          | ɾ                                          | S                                          | T                                          | U                                          | Ũ                                          | Ʋ                                          | Ʋ̃                                          | V                                          | W                                          | 'W                                         | Y                                          | Ƴ                                          | Z                                          |  |
| a                                          | ã                                          | b                                          | ɓ                                          | c                                          | d                                          | e                                          | ẽ                                          | ɛ                                          | ɛ̃                                          | f                                          | g                                          | gb                                         | h                                          | 'h                                         | i                                          | ĩ                                          | ɩ                                          | ɩ̃                                          | j                                          | k                                          | Kp                                         | l                                          | 'l                                         | m                                          | n                                          | ŋ                                          | ŋm                                         | ny                                         | o                                          | õ                                          | ɔ                                          | ɔ̃                                          | p                                          | r                                          | ɾ                                          | s                                          | t                                          | u                                          | ũ                                          | ʋ                                          | ʋ̃                                          | v                                          | w                                          | 'w                                         | y                                          | ƴ                                          | z                                          |  |

Низкий тон в письменности дагари Буркина-Фасо обозначается грависом, а высокий — акутом. Назализация обозначается тильдой.

## Фонетика

### Гласные
В Дагари присутствуют следующие гласные:
|                       | передние | средние | задние |
| --------------------- | -------- | ------- | ------ |
| верхние               | i        |         | u      |
| ненапряжённые верхние | ɪ        |         | ʊ      |
| средние               | e        |         | o      |
| средне-нижние         | ɛ        |         | ɔ      |
| нижние                |          | a       |        |

Генеративная классификация:
|             | i | e | o | u | ɪ | ɛ | ɔ | ʊ | a |
| ----------- | - | - | - | - | - | - | - | - | - |
| ATR         | + | + | + | + | - | - | - | - | - |
| Лабализация | - | - | + | + | - | - | + | + | - |
| верхние     | + | - | - | + | + | - | - | + | - |
| нижние      | - | - | - | - | - | - | - | - | + |

"Advanced tongue root(ATR)" это лингвистический термин, не имеющий аналога на русском, относится к положению языка, обозначает перемещение корня языка вперед при произнесении гласных, относится в основном к .
Каждая из этих девяти гласных имеет долгую версию, влияющую на значения (например, /kur/ - черепаха, /kuur/ - мотыга).
Кроме того, все гласные кроме /e/ могут проявлять назальность, особенно часто это происходит в долгой форме.

### Фонетические процессы гласных

#### Сингармонизм ATR
В Дагааре только гласные с одинаковым значением ATR (+/-) могут появляться в одном фонологическом слове. /a/ занимает в этом особое место, поскольку может появляться в обоих случаях.
Так,
| dɔ̀ɔ̀  | → | dɔ̀ɔ̀-rɔ   | (приседать)    |
| ngmɛ̀ | → | ngmèɛ̀-rɛ | (бить, пинать) |
| zò   | → | zò-ró    | (бежать)       |

#### Лабиальный сингармонизм
Лабиальный сингармонизм не столь тотален и проявляться в основном в отношении между корнем слова и аффиксами имперфекта. Так, если в корне есть лабализованная гласная, то в соответствующем аффиксе она должна быть нелабализованной. Впрочем, также видна некоторая закономерность в более частом появлении гласных одного типа лабализации в словах, однако, четких критериев этого, по видимому, нет.
Особое место здесь вновь занимает /a/. В словах с /a/ в корне должна быть полная гармония с аффиксом, например, kpa - kpaara, la - laara, mari - mara. Впрочем, это верно не во всех диалектах.

#### Ассимиляция
В Дагари ассимиляция может проявляться когда две гласные идут друг за другом без промежуточной согласной. При этом, они могут относиться к разным словам.
Например,
| wàà-ré áyì     | → | wàà-rá áyì     | (два [клубня] ботата) |
| kyúú-rì ànáárè | → | kyúú-rà ànáárè | (четыре месяца)       |

### Тоны
Дагари – тональный язык.
Выделяют два основных регистра(register): низкий и высокий. Кроме того, если два высоких тона идут друг за другом, второй из них понижается (по-английски это называют downstep high unit).

#### Тональные процессы
Тональная система становится сложнее, если учитывать следующие особенности:
- Тон аффикса всегда противоположен тону корня, за которым он следует.[13]
- Некоторые корни приобретают высокий тон только в зависимости от следующего за ними суффикса, который при этом не понижает тон, как описано выше, а при следовании за ними слова с высокими тонами получают низкий тон (иногда приводит к последствиям, вроде того, что bá – "идти очень быстро", bà – "поставить столб", ba – "отец", то есть бестональный корень может иметь отлично значение. Тем не менее, обычно это не рассматривают как проявление отдельного тона).[11]
- В первом слоге слова с звонким согласным могут проявляться признаки восходящего и нисходящего тона, а не регистрового, как в целом по языку.[11]

Кроме того, уровень тона не абсолютен по отношению к регистру: низкий тон всегда ниже, чем предшествующий ему, а высокий тон всегда такой же по высоте, то есть в любой фразе тон будет постепенно понижаться.

#### Функции тона
Тон выполняет две основные функции: лексическую, как в случае с bá и bà и грамматическую:
| Ò               | kùŋ     | gáá.       |
| 3.ед            | отр.буд | прийти.сов |
| "Она не придет" |         |            |

| Ò                       | kúŋ     | gáá.       |
| 3.ед                    | отр.имп | прийти.сов |
| "Ей не стоит приходить" |         |            |

### Согласные
В Дагари присутствуют 25 согласных и 2 полугласных:
|                     |               | Губные | Переднеязычные | Платальные | Велярные | Лабиовелярные | Глоттальные |
| ------------------- | ------------- | ------ | -------------- | ---------- | -------- | ------------- | ----------- |
| Взрывные/ Аффрикаты | глухие        | p      | t              | t͡ɕ         | k        | k͡p            | ʔ           |
| Взрывные/ Аффрикаты | звонкие       | b      | d              | d͡ʑ         | ɡ        | ɡ͡b            |             |
| Фрикативы           | глухие        | f      | s              |            |          |               | h           |
| Фрикативы           | звонкие       | v      | z              |            |          |               |             |
| Фрикативы           | имплозивные   |        |                |            |          |               | ʼh          |
| Носовые             | простые       | m      | n              | ɲ          | ŋ        | ŋ͡m            |             |
| Носовые             | имплозивные   | ʼm     |                |            |          |               |             |
| Боковые             | простые       |        | l              |            |          |               |             |
| Боковые             | имплозивные   |        | ʼl             |            |          |               |             |
| Аппроксиманты       | Аппроксиманты |        |                | j          |          | w             |             |

Аллофоны /d/ и /ɡ/ включают [r], [ɣ] и [~ɡ̆]. Глотальные имплозивы /h/, /l/ и /m/ встречаются только в северном диалекте (Буркина-Фасо).

## Морфология
Источник: 

### Существительное

#### Число
В Дагари нет единого суффикса ответственного за образование множественного числа. В соответствии с этим предпринимались множественые попытки классифицировать существительные по используемому суффиксу (смотрите, например, ).

#### Определенность
Определённость существительного показана артиклем à перед существительным (a). Неопределенность показывается отсутствием каких-либо частиц (b), или, отдельно, артиклем kàngá после существительного (c), при указании конкретного объекта используют артикль à до существительного и nà после него (d).
| a. | à                             | bíírí | gàá       | lá  | sàkúúrì | zénɛ̀    |
|    | опр                           | дети  | пошли.сов | фок | школа   | сегодня |
|    | "Дети сегодня ходили в школу" |       |           |     |         |         |

| b. | bíé                                                   | káá-ó        | wáá | lá  | túó    |
|    | ребёнок                                               | смотреть-ном | коп | фок | тяжело |
|    | "присматривать (заботиться) за ребенком – это тяжело" |              |     |     |        |

| c. | pɔ́gɔ́                              | kàngá           | dà   | wá     | lá  | kyɛ́  |
|    | женщина                           | нопр (какая-то) | прош | прийти | фок | сюда |
|    | "Какая-то женщина приходила сюда" |                 |      |        |     |      |

| d. | à                            | bíé     | ná   | dá   | wá     | lá  | kyɛ́  |
|    | опр                          | ребёнок | этот | прош | прийти | фок | сюда |
|    | "Этот ребенок приходил сюда" |         |      |      |        |     |      |

#### Принадлежность
В Дагари отсутствуют падежи, поэтому отношения, например, принадлежность показывается порядком слов: модификатор расположен спереди:
| a. | fò           | gánè  |
|    | 2.ед         | книга |
|    | "твоя книга" |       |

| b. | nàànà         | gánè  |
|    | Наана         | книга |
|    | "книга Нааны" |       |

| c. | à                                | dɔ̀ɔ̀-fáá        | ná  | gàn-vìlàà     |
|    | опр                              | человек-плохой | эта | книга-хорошая |
|    | "Хорошая книга плохого человека" |                |     |               |

### Местоимения

#### Личные местоимения
В Дагари личные местоимения, в отличие от русского, не различаются по родам и падежам. В номинативе различают слабую и сильную формы. Вторая служит для выделения местоимения в речи. В аккузативе используется слабая форма, исключение составляет первое лицо единственное число, в котором используют ma
|               | Слабая | Сильная |
| ------------- | ------ | ------- |
| 1-е ед        | n      | maa     |
| 2-е ед        | fo     | foo     |
| 3-е ед        | o      | onɔ     |
| 1-е мн        | te     | tenee   |
| 2-е мн        | yɛ     | yɛnee   |
| 3-е мн одуш   | ba     | bana    |
| 3-е мн неодуш | a      | ana     |

#### Возвратные местоимения
Возвратность обозначается добавлением mengɛ, или mengɛ tɔr в единственном и menne или menne tɔr во множественном после личной формы (tɔr может встречаться только в слабой форме).

#### Взаимные местоимения
Взаимные местоимения образуются формами tɔ, tɔ soba, taa, или taaba. Чаще всего – taa.
| te                    | nɔnɔ   | là  | taa  |
| мы                    | любить | фок | взаи |
| "Мы любим друг друга" |        |     |      |

#### Относительные местоимения
В Дагари роль относительные местоимения образуются при помощи слова nang:
| a                      | gane  | na    | nang    | le        |
| опр                    | книга | сравн | которая | упала.сов |
| "Книга, которая упала" |       |       |         |           |

#### Вопросительные местоимения
Вопросительные местоимения в Дагари образованы посредством добавления к корню вроде [bo-] ('который, что') суффикса. Также есть корни [yeŋ-] ('где'), [ʔaŋ-] ('кто') and [wʊla-] ('сколько').

#### Притяжательные местоимения
Притяжательность выражается добавлением слов toɔr или den в единственном и deme во множественном к любому личному местоимению

#### Указательные местоимения
| Дагари | Перевод       |
| ------ | ------------- |
| nyɛ    | этот          |
| onɔng  | тот           |
| banang | эти (одуш)    |
| anang  | эти (не одуш) |
| lɛ     | как тот       |
| nyɛɛ   | как этот      |

#### Неопределенные местоимения
В Дагари нет неопределенных местоимений и для их выражения используют kang с другими словами, например, Neɛ kang – "кто-то".

#### Гоноратив
В качестве гоноратива в Дагари могут использоваться сочетания n ba ("мой отец") и n béɛ́rè ("мой старший брат").

### Прилагательные
В Дагари прилагательное может быть использовано в трех разных способах: как самостоятельное сказуемое (a), как предикат с вспомогательным глаголом (b), или, комбинируясь с существительным, обозначать свойство (c).
| a. | à                      | pɔ́g-ɔ́      | vèɛ̀lɛ́   | lá  |
|    | опр                    | женщина-ед | красива | фок |
|    | "(Та) женщина красива" |            |         |     |

| b. | à                      | pɔ́g-ɔ́      | è   | lá  | vèlàà    |
|    | опр                    | женщина-ед | коп | фок | красивая |
|    | "(Та) женщина красива" |            |     |     |          |

| c. | pɔ́g-vèɛ̀lɛ́                | lá  |
|    | женщина-красивая         | фок |
|    | "(Это) красивая женщина" |     |

#### Сравнительная степень
Сравнительная степень образуется посредством сравнительных глаголов gàngè и zùò
| a. | à                                   | pɔ́g-ɔ́      | nyɛ | vèɛ̀lɛ́   | lá  | gàngè | à   | pɔ́g-ɔ́      | ná |
|    | опр                                 | женщина-ед | эта | красива | фок | более | опр | женщина-ед | та |
|    | "Эта женщина более красива, чем та" |            |     |         |     |       |     |            |    |

| b. | à                                    | pɔ́g-ɔ́      | nyɛ | é   | lá  | vèlàá    | zùò   | à   | pɔ́g-ɔ́      | ná |
|    | опр                                  | женщина-ед | эта | коп | фок | красивая | более | опр | женщина-ед | та |
|    | "Эта женщина более красивая, чем та" |            |     |     |     |          |       |     |            |    |

#### Превосходная степень
Превосходная степень образуется посредством существительного, сравнительного глагола и модификатора zàá, или ba zàá
| a. | à                                      | móngó | nyɛ | lá  | nòmɔ    | gàngè | à    | zàá   |
|    | опр                                    | манго | это | фок | сладкое | более | мест | самое |
|    | "Это манго слаще всех (самое сладкое)" |       |     |     |         |       |      |       |

| b. | à                                         | dɔ́ɔ     | nyɛ  | lá  | è    | bɛŕóng  | gàngè | bà   | zàá   |
|    | опр                                       | мужчина | этот | фок | бкоп | толстый | более | мест | самое |
|    | "Этот мужчина толще всех (самый толстый)" |         |      |     |      |         |       |      |       |

### Глаголы
В Дагари у глаголов нет начальной формы, однако есть форма, которая используется в предложениях, вроде "Я сказал "иди домой"" ("Ǹ yèlí ká “kúlí”"), которые обычно указывают в словарях, прибавляя к ней разные аффиксы можно указывать на совершенный, или несовершенный вид:
| tèɛ̀nè   | словарная форма              |
| tèɛ̀nè   | совершенный вид              |
| tèɛ̀n-ɛ́ɛ́ | совершенный вид, интранзитив |
| tèɛ̀n-nɛ́ | несовершенный вид            |

Интранзитивная форма используется, когда в предложении нет объекта после глагола.
Также, к любой из вышеприведенных трёх форм может быть прибавлен аффикс -ng, обозначающий фокус, то есть факт совершения действия.

#### Сериализация
Характерным для всех языков Гур, включая Дагари, свойством является сериализация глаголов: при малом числе аффиксов, глаголы упорядочиваются в них посредством фонетических изменений:
| kó     | убивать       | kpì   | умирать         |
| lɔ́ɔ́    | ронять        | lè    | падать          |
| gáálè  | уложить спать | gángè | уложиться спать |
| zèglè  | сажать        | zèng  | сидеть          |
| túúlí  | поить         | nyú   | пить            |
| sù     | кормить       | dì    | есть            |
| séǹg   | будить        | ìrì   | просыпаться     |
| yàglè  | вешать        | yàgè  | снимать         |
| vɔ̀ glè | надеть        | vɔ̀ gè | снять           |
| léng   | завязать      | lórì  | развязать       |
| sɔ́glè  | прятать       | sɔ́ɔ   | быть чёрным     |
| yíélì  | петь          | yèlì  | говорить        |

#### Множественное число
Глаголы в Дагари глаголы имеют форму множественно числа, обозначаемого суффиксом, которое должно согласоваться с числом существительного. В некоторых случаях при помощи повторения глагола множественное число глагола может использоваться с единственным числом существительного, дабы показывать некоторые отношения, например, если необходимо обозначить неоднократное действие, например,
| à                                      | mí-rì      | ngmààré | ngmàà-r-ɛ̀ɛ    | lá  |
| опр                                    | веревка-ед | резать  | резать-мн-сов | фок |
| "Веревка порезана в нескольких местах" |            |         |               |     |

### Наречия
Большинство наречий в Дагари имеют повторяющуюся структуру, например, lígílígí ("тихо"), wíèú wíèú ("быстро"), однако есть и исключения. Обычно наречия ставятся после основной части глагольной группы, иногда требуют частицы lɛ́ после них:
| a. | à                      | bíé     | zò-ró        | lá  | wíéwíé |
|    | опр                    | ребёнок | бежать-несов | фок | быстро |
|    | "Ребенок бежит быстро" |         |              |     |        |

| b. | à                        | ànkàá    | é            | lá  | nòɔ     | lɛ́mɛ́lɛ́mɛ́     | lɛ́   |
|    | опр                      | апельсин | бежать-несов | фок | сладкий | очень сладко | част |
|    | "Апельсин очень сладкий" |          |              |     |         |              |      |

### Другие морфологические процессы

#### Идеофоны
В Дагари есть отдельный класс слов-идеофонов. Они имеют морфологическую структуру, отличную от всех других частей речи: состоят из трёх слогов и с одинаковыми гласными. У каждого идеофона есть две версии, в одной и зкоторых все слоги имеют низкий тон, а в другой, высокий. Первая описывает более тяжелые объекты. Примеры идеофонов в Дагари: gbanggbalang ("вещь, падающая вниз"), vakpara ("странным образом"), garmana("растянуто по поверхности"), bɔnggɔlɔng("толстой, громоздской массы"), bibalaa("большого лежащего предмета").
| à                                              | bíé     | bàl-ɛ̀ɛ̀      | lá, | à   | páà     | lè     | gàngè, | gàrmànà |
| опр                                            | ребёнок | устал-несов | фок | опр | поэтому | падать | лежать | идеоф   |
| "Ребенок очень устал и поэтому он здесь лежит" |         |             |     |     |         |        |        |         |

#### Редупликация
В Дагари редупликация является одним из самых прогрессивных морфологических процессов, она может быть выражена как полным повторением слова, так и отдельных его частей:
| zò zò      | бежать быстро                      | (глаг) |                            |
| wóg wóg    | длинный-длинный                    | (прил) |                            |
| vɛ̀lvɛ̀lvɛ̀l  | очень долго                        | (нар)  |                            |
| vɛ̀nvɛ̀lvɛ̀ng | позиция, занятая длинным предметом | (идео) |                            |
| gɔ́nggɔ́nɔ̀   | шумящий                            | (сущ)  | (от gɔ́ngé – создавать шум) |
| bòndìdíre  | обжора                             | (сущ)  | (от bóndìríì – еда)        |

#### Сложные слова
В Дагари такой тип словообразования очень развит и может встречаться в самых разных вариантах:
| a. | dɔ́ɔ́     | + | -léé      | -léé      | -léé       | → | dɔ̀ɔ̀ léé           |
|    | мужчина | + | маленький | маленький | маленький  | → | мальчик           |
| b. | néɛ̀     | + | fáá       | fáá       | fáá        | → | néngfáá           |
|    | человек | + | плохой    | плохой    | плохой     | → | плохой человек    |
| c. | dìé     | + | pɔ́gɔ́      | pɔ́gɔ́      | pɔ́gɔ́       | → | dìépɔ́gɔ́           |
|    | комната | + | женщина   | женщина   | женщина    | → | жена, домохозяйка |
| d. | bɔ̀ng    | + | gánè      | gánè      | gánè       | → | gánbɔ́gnɔ́          |
|    | знать   | + | книга     | книга     | книга      | → | быть грамотным    |
| e. | kà      | + | á         | +         | pɔ́gè       | → | kààpɔ́gè           |
|    | комп    | + | опр       | +         | добиваться | → | возможно          |

## Синтаксис

### Простые предложения
В Дагари стандартным порядком слов является СГО (субъект-глагол-объект). Фраза обычно строится как
| ИГ субъекта | - | [преглагольные частицы - глагол - постглагольные частицы] | - | ИГ объекта |
| ----------- | - | --------------------------------------------------------- | - | ---------- |

Например, в
| Dàkóráá                           | dà   | nyúú-ró    | lá  | à   | kòɔ́  | à   | dìè     | póɔ́  |
| Дакора                            | прош | пить-несов | фок | опр | вода | опр | комната | посл |
| "Дакора пила воду в этой комнате" |      |            |     |     |      |     |         |      |

Дакора выражает группу субъекта, не отделенную специальными частицами, поскольку отношения субъекта и объекта выражено порядком слов. Перед основным глаголом стоит частица dà, обозначающая время, а за ним – lá, выражающая фокус предложения. А группа объекта выражена à kòɔ́. За ней следует наречная фраза à díè и локативный послелог póɔ́.

#### Частицы
| Значение                          | Частица |
| --------------------------------- | ------- |
| сегодня (также однажды)           | da      |
| вчера                             | zaa     |
| позавчера, позапозавчера          | daar    |
| обычно                            | mang    |
| всё ещё, ещё не                   | nang    |
| сейчас                            | sorong  |
| ещё раз                           | yaa     |
| внезапно                          | deɛ     |
| отрицание в настоящем и прошедшем | ba      |
| аффикс будущего времени           | na      |
| отрицание в будущем               | kong    |
| императивное отрицание            | ta      |
| снова                             | là      |

#### Фокус
В Дагари единственной частицей, которая ставится после глагола является фокусная частица lá и заменяющие её отрицательные частицы, которые стоят на том же месте.
Роль фокуса в Дагари довольно разнообразна, поскольку он демонстрирует как утвердительность суждения, так и смысловые акценты, как в случае с
| a. | Badɛre      | kpi-e     | lá  |
|    | паук        | умер-интр | фок |
|    | "Паук умер" |           |     |

| b. | Badɛre      | lá  | kpi  |
|    | паук        | фок | умер |
|    | "Паук умер" |     |      |

#### Императив
Императив образуется посредством словарной формы глагола. Кроме того, в любом местоимении идущем перед ним тон становится высоким:
| ó                       | nyú  |
| мест                    | пить |
| "ему/ей следует попить" |      |

#### Отрицание
В Дагари присутствуют отдельные отрицательные частицы для отрицания в настоящем и прошедшем и будущем временах. Они ставятся после глагола и заменяют фокусную частицу là. Частица tá используется в императивных предложениях:
| Tá        | nyú! |
| отр       | пить |
| "Не пей!" |      |

#### Общие вопросы
Для построения общих вопросов в Дагари используется маркер bee, ставящееся в конец предложения как в
| Dabuo            | gbire | lá  | bee  |
| Дабуо            | спать | фок | вопр |
| "Спит ли Дабуо?" |       |     |      |

#### Специальные вопросы
Специальные вопросы образуются при помощи вопросительных слов, обычно перенесенных в начало предложения (иногда приводят доводы, что это является переносом из конца, где их позиция также может встречаться):
| a. | Bòng             | lá  | dà   | è?  |
|    | что              | фок | прош | коп |
|    | "Что случилось?" |     |      |     |

| b. | àng        | lá  | dà   | yíélì? |
|    | кто        | фок | прош | петь   |
|    | "Кто пел?" |     |      |        |

### Сложные предложения

#### Сложносочиненные
Для образования сложносочиненных предложений используются частицы à, àné, kyɛ́, kyɛ́ kà, béé и kyɛ́ béé:
| Nààná                                         | dà   | yí       | lá  | sàkúúrì | kúlí       | à   | tè   | zéng   | dì-ré      | bó-má  |
| Наана                                         | прош | выходить | фок | школа   | идти домой | соч | идти | сидеть | есть-несов | вещ-мн |
| "Наана пришла домой из школы и села есть еду" |      |          |     |         |            |     |      |        |            |        |

#### Сложноподчиненные
Для образования сложноподчиненных предложений используются частицы ká, kà, ká kà и nàng:
| à                                                                 | tè   | téngɛ́  | nàá    | yèlì     | ká  | té   | kóɔ́-rɔ́          | yágà   |
| опр                                                               | мест | страна | король | говорить | соч | мест | [to farm]-несов | интенс |
| "Наш король говорит, что нам нужно больше заниматься земледелием" |      |        |        |          |     |      |                 |        |

#### Релятивизация
В Дагари (ná) náng с опциональным первым элементом является релятивизатором, посредством которого одна конструкция может быть вложена в другую:
| á                                            | dɔ́ɔ́     | náng | záà   | wà     | kyɛ̂  | nyú  | lá  | à   | kòɔ́  |
| опр                                          | мужчина | рел  | вчера | пришёл | сюда | пить | фок | опр | вода |
| "Мужчина, что пришел сюда вчера, попил воды" |         |      |       |        |      |      |     |     |      |

#### Сериализация
Сериализация является одним из самых продуктивных синтаксических процессов в африканских языках. В Дагари выражается в подобных предложениях:
| Dàkóráá                       | nà  | dé    | lá  | à   | kúúrí  | zá      | lɔ́ɔ́    | èng      | à   | kòɔ̀  | póɔ́    |
| Дакора                        | буд | брать | фок | опр | камень | бросать | падать | помещать | опр | вода | внутрь |
| "Дакара бросит камень в воду" |     |       |     |     |        |         |        |          |     |      |        |

При номинализации такой конструкции объект передвигается в начало и номинализатор ставится к последнему глаголу в ней:
| ò               | dà   | dé    | lá  | à   | kòɔ̀  | nyú  |
| мест            | прош | брать | фок | опр | вода | пить |
| "Он попил воды" |      |       |     |     |      |      |

| à            | kòɔ̀  | dé    | nyú-ù    |
| опр          | вода | брать | пить-ном |
| "Питье воды" |      |       |          |

#### Тема
В Дагари в качестве темы обычно выступает немаркированный субъект предложения. В некоторых случаях темой может стать вся группа субъекта при помощи вспомогательного слова éǹg, в таких случаях используется сильная форма местоимения:
| a. | n              | nà  | nyú  | lá  | kòɔ́  |
|    | мест           | буд | пить | фок | вода |
|    | "Я выпью воды" |     |      |     |      |

| b. | màà                                     | éǹg | nà  | nyú  | lá  | kòɔ́  |
|    | мест                                    | тем | буд | пить | фок | вода |
|    | "Что же касается меня, то я выпью воды" |     |     |      |     |      |

## Википедия на языке южный дагари
Существует раздел Википедии на языке южный дагари («Википедия на языке южный дагари»). По состоянию на 20:45 (UTC) 16 июля 2025 года раздел содержит 2327 статей (общее число страниц — 5722); в нём зарегистрировано 1189 участников, один из них имеет статус администратора; 40 участников совершили какие-либо действия за последние 30 дней; общее число правок за время существования раздела составляет 52 722.